# 隆慶新政

明穆宗朱载坖

隆庆新政是明朝明穆宗朱载坖統治时期所出現的承平时期。统治期间以隆庆作为年号，朱载坖因即位前一直生活在宫外藩邸，所以较为体查民情，且用人不疑，文有徐阶、高拱、张居正、杨博，武有谭纶、王崇古、戚继光、李成梁。这一时期社会比较稳定，经济比嘉靖朝有了改观，後世史學家稱其為隆庆新政。

## 措施

### 任用贤能
明穆宗即位后，内阁首辅徐阶和张居正共同起草世宗遗诏，纠正了明世宗在位时的修斋建醮、大兴土木的弊端，为因冤案获罪的勤勉朝臣恢复官职 。隆庆三年（1569年）高拱复出后，力反徐阶所为，重新评价世宗，停止不加澄辨的平反，从而创造了良好的君臣关系和政治氛围，为进一步改革找到了支点和依据  。

### 隆庆开关
隆庆元年（1567年）明穆宗宣布废除海禁，调整海外贸易政策，允许民间私人远贩东西二洋，史称“隆庆开关” 。民间私人的海外贸易获得了合法的地位，东南沿海各地的民间海外贸易进入了一个高潮，明朝出现一个比较全面的开放局面。中國学者王裕巽经过分析认为，从隆慶元年（1567年）到崇禎十七年（1644年）这段时间，海外流入大明国的白银总数大约为3亿3千万两，相当于当时全世界生产的白银总量的三分之一。

### 俺答封贡
针对明世宗时的边防弊病，朝廷内阁提出加强北边防务，修筑加固长城，提高军事防御能力，并结合灵活战略战术的边防新政 。隆庆四年（1570年）底，以把汉那吉降明事件为發軔，明朝与蒙古之间结束了长达二百年的敌对战争状态，达成封贡协议，史称“俺答封贡”。这之后，明朝北方边疆得以休兵息战，此后近百年中，双方再未爆发大规模的战争 。

## 评价
《明史》：“穆宗在位六載，端拱寡營，躬行儉約，尚食歲省巨萬。許俺答封貢，減賦息民，邊陲寧謐。繼體守文，可稱令主矣。”